# ان‌جی‌سی ۶۵
ان‌جی‌سی ۶۵ (به انگلیسی: NGC 65) یک کهکشان عدسی با قدر ظاهری ۱۳٫۹ است که در صورت فلکی نهنگ قرار دارد.